# 國民聯盟 (法國)
国民联盟（法語：Rassemblement national，發音：[ʁasɑ̃bləmɑ̃ nɑsjɔnal]，缩写为RN），2018年6月前稱國民陣線（發音：[fʁɔ̃ nɑsjɔnal]，缩写为FN），是法國的一个極右翼民粹主義政黨，由讓-馬里·勒龐在1972年成立。該黨在只有1500名正式黨員的情況下於1986年立法選舉贏得勝利，到了1998年12月的分裂之前達到了42000名黨員的頂點。
由於法國的選舉制度，儘管該黨在選舉中佔很大的得票率，但該黨在公職中的代表權仍然有限。2002年法國總統選舉，讓-馬里·勒龐在初選中以第二高票成功進入第二輪選舉，但決選中大敗。2002年以後，民族陣線成為法國第三大黨，僅次於人民運動聯盟與社會黨。2012年法国立法选举获得两席，重回国民议会，並自該年起由玛丽娜·勒庞代表該黨參選法國總統，但均未當選。在2014年歐洲議會選舉中，民族陣線成為法国第一大黨，首次戰勝社會黨和人民運動聯盟。2015年大區選舉第一輪投票得票率第一，但第二輪投票並無獲得席次。
該黨自稱為民族主义、民粹主義組織，但觀察家則歸類為极右翼。讓-馬里·勒龐曾因替戰犯與危害人類罪辯解及否認猶太人大屠殺事實而遭受批評，往後他再度提出類似言論而被逐出該黨。自2011年玛丽娜·勒庞接手該党之后，將該黨的政治主張略為轉移，以反移民、反歐盟及反伊斯蘭為基調。
2018年3月11日的黨代表大會上，馬琳·勒龐提議將該黨改名為國民聯盟（Rassemblement national），待黨員投票批准。2018年6月1日，她宣佈在80.81％的支持者批准後重新命名該黨。

## 政綱
民族陣線在其網站表列各項政綱，主張：
- 回歸傳統社會價值：讓墮胎更為困難或非法化；給予無業母親補助金；促進傳統文化，反對多元文化主義及同性婚姻。
- 脫離歐盟和其他國際組織。
- 徵收關稅或建構其他保護手段對抗廉價進口。
- 加強各種罪刑的刑罰，並主張通過公投恢復「最嚴重罪行」，即死刑。
- 禁止非歐洲國家的移民及難民進入。

該黨反對非歐洲國家的移民，特別是來自北非、西非、中東的穆斯林國家。
在1995年法國總統選舉發送給選民的小冊子中，讓-馬里·勒龐提出用「人道、尊嚴的手段」將「三百萬非歐洲人」「送出」法國。
2002年法國總統選舉，更為強調秩序與法律議題。民族陣線的主題包括加強執法、刑罰與恢復死刑。
民族陣線經常反抗他們所認為的「權勢集團」，包括其他法國政黨與多數記者。勒龐將主流的政黨（法國共產黨、社會黨、法國民主聯盟、保衛共和聯盟）稱為“四人幫”。民族陣線經常自稱「受害者」或「局外人」。

### 評價
法國政治科學家皮埃尔-安德烈·塔吉耶夫早在1984年就認為民族陣線是「民族民粹主義」。1988年，勒内·雷蒙採取相同說法並提到「民粹主義復甦」（résurgence du populisme）。雷蒙認為民族陣線是法國極右派的代表組織。然而雷蒙認為民族陣線已接受法國大革命的遺產且「包含在代議民主制的框架之下」。米歇尔·维诺克與帕斯卡尔·佩里诺在《法国极右史》（Histoire de l'extrême droite en France）中引用勒龐反對1789年《人權和公民權宣言》的言論做為民族陣線明確反對法國大革命的證據。維諾克也將民族陣線定義為所有法國極右傳統的集合：反革命、「貝當派」（維琪法國下的通敵者）、法西斯主義和秘密軍事組織成員。乔纳斯·马库斯（Jonathan Marcus）認為勒龐與其他歷史上法國極右派不同的是「他自稱不只接受選舉這個獲得權力的路徑，也接受議會制度本身」。马库斯也表示一般而言勒龐對於法國大革命有著較為模糊（與稍有敵意）的態度，「他接受法國大革命的遺產，試圖讓自己進入共和體制的主流中」。彼得·戴维斯（Peter Davies）在其著作中認為民族陣線是對立刺激的來源（保守與激進、新法西斯與民族民粹主義），但「更重要的，該黨是國家的防衛和保護勢力……『封閉民族主義』的良好案例」。
皮埃尔·米尔扎與居伊·安东内蒂拒絕將民族陣線歸類於法西斯政黨，而巴黎第一大學教授米歇尔·多布里將其定義為有法西斯傾向的政黨。罗伯特·帕克斯顿認為法西斯思想可能在民族陣線的偽裝下興起。

## 歷史

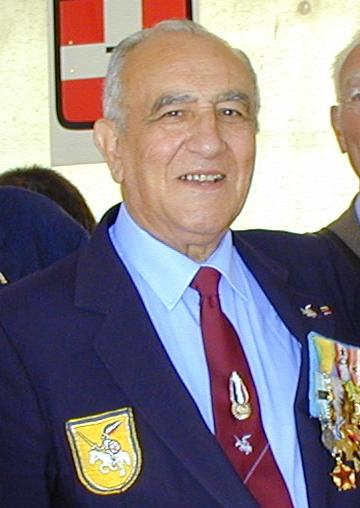
罗歇·奥兰德尔

民族陣線誕生於1972年6月10日至11日的極右派運動「新秩序」（Ordre Nouveau）第二次大會，大會中決議成立政黨參加1973年議會選舉。1972年10月5日，該黨正式成立，全名為「法國統一民族陣線」（Front national pour l'unité française），簡稱「民族陣線」。該黨試圖聯合各個極右派團體。讓-馬里·勒龐成為首任黨魁，因為他不是前「新秩序」成員，因此更能與其他極右派團體做連結。 「民族辦公室」（Bureau national）包括前马塞尔·戴亚領導的通敵政黨国家人民联盟成員及「新秩序」重要人物弗朗索瓦·布里尼奥擔任副領袖；阿兰·罗贝尔擔任秘書長；前祕密軍事組織（Organisation de l'armée secrète）成員罗歇·奥兰德尔為助理秘書長；皮埃尔·迪朗為助理財務長；前極右派組織「西方」（Occident）成員、否定論發揚者弗朗索瓦·迪普拉。
其他創始成員包括前国家人民联盟成員罗兰·戈谢；前法國反布爾什維克主義志願軍團秘書長维克托·巴泰勒米；前查理曼師中尉莱昂·戈尔捷；前查理曼師副官、前祕密軍事組織成員吉尔贝·吉勒；前查理曼師下士皮埃尔·布斯凯；前法国人民党成員安德烈·迪弗赖斯；前祕密軍事組織支持者雅克·邦帕尔。
雖然民族辦公室在1973年6月遭到取締，但民族辦公室的影響力與新法西斯團體在民族陣線內依然強勢，特別是弗朗索瓦·迪普拉。迪普拉與歐洲民族行動聯盟（Fédération d'action nationale et européenne，FANE）和其他新納粹組織有所關鑾，並主張民族辦公室激進行動份子為「民族革命者」。迪普拉在1978年遭到汽車炸彈攻擊而去世，是新法西派系的一大打擊。
在1970年代晚期至1980年代早期，民族陣線增加數個支持團體。让-皮埃尔·斯蒂尔布瓦的團合派（Solidarism）在70年代末期加入，削弱新法西斯的影響力。以贝尔纳·安东尼為首的天主教原教旨主義者在1984年離開全国独立人士与农民中心（National Centre of Independents and Peasants，CNIP）加入民族陣線。最後，獲得「新右派」（Nouvelle Droite）的支持。
該黨在1980年代初期才獲的選舉上的成功，部分原因來自於在1974年11月由反對勒龐的民族陣線成員所成立的新势力党（Parti des forces nouvelles，PFN）的競爭。1974年，勒龐接納由弗朗索瓦·迪普拉領導的革命民族主義團體（Groupes nationalistes révolutionnaires，GNR）加入民族陣線。
然而在1983年，當時的秘書長让-皮埃尔·斯蒂尔布瓦為該黨贏得了勝利，在德勒的地方選舉拿下16.7%得票率。該黨在失業率上升的情況下拿下市議會與副市長職位。這場勝利讓與雅克·希拉克所領導的保守派保衛共和聯盟組成選舉聯盟成為可能。因反共需要，民族陣線自1977年起就與其他右派政黨組成聯盟，直到1992年為止。最後，保衛共和聯盟在1988年9月譴責該黨，1991年共和黨也表達同樣立場。

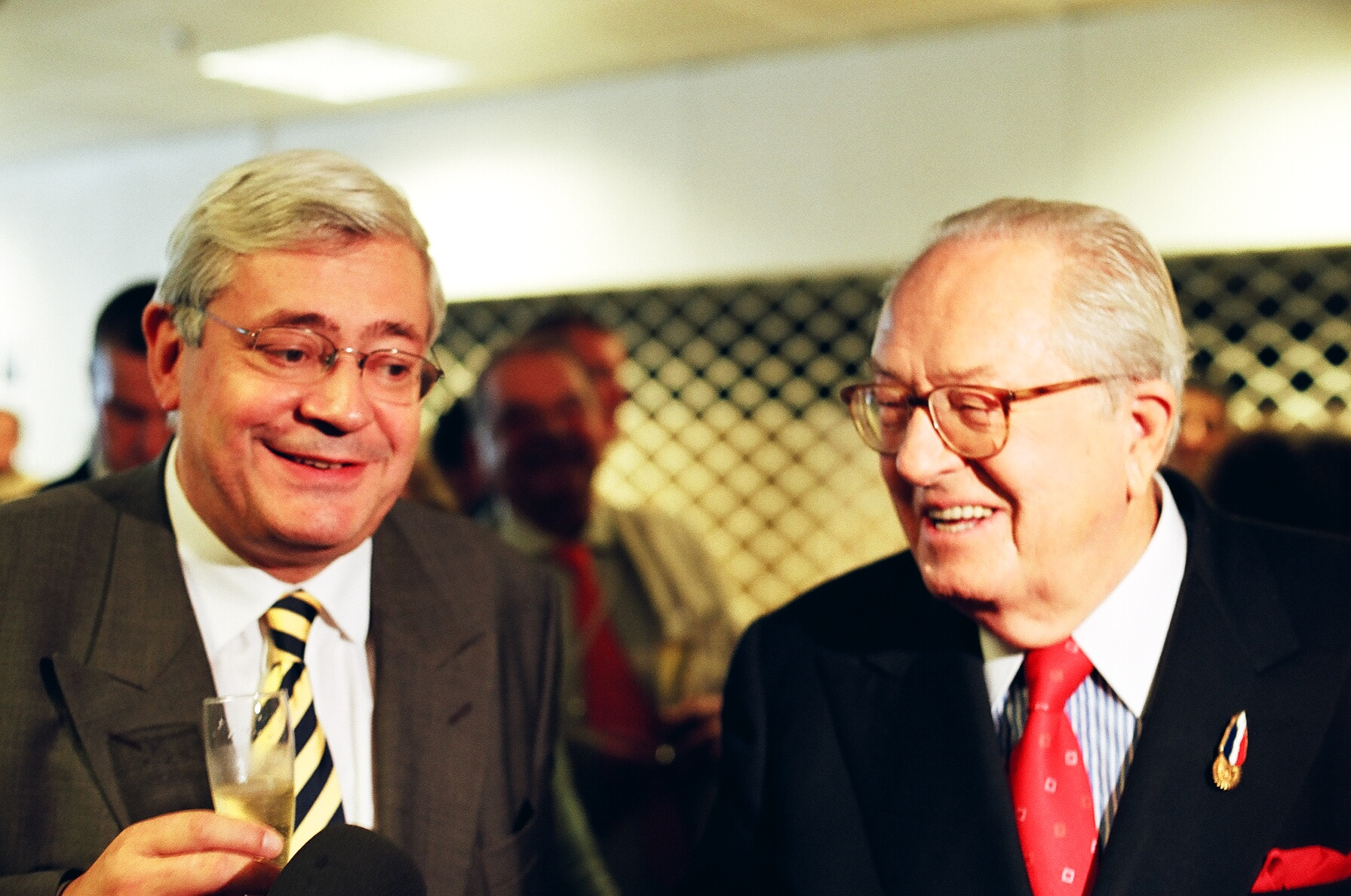
布吕诺·戈尔尼施和讓-馬里·勒龐

1984年6月17日歐洲議會選舉，該黨拿下10席。隨後在1986年3月16日立法選舉拿下35席，當時的法國總統密特朗（法國社會黨）藉加入比例代表制的新選舉制度制減緩當時擔任巴黎市長的希拉克所領導的保衛共和聯盟被認為將取得的壓倒性勝利。保衛共和聯盟最後依然贏得勝利，密特朗提名席哈克為新任總理，促成1958年法國第五共和成立以來第一次由兩大政黨－社會黨與保衛共和聯盟左右共治。此外，一些民族陣線強硬派脫離該黨組成法國與歐洲民族主義黨（Parti nationaliste français et européen，PNFE）。其後為防止民族陣線坐大，密特朗与希拉克联手，1988年的國會選舉後恢復兩輪投票制。
1988年，布吕诺·梅格雷接替同年過世的让-皮埃尔·斯蒂尔布瓦成為黨秘書長。卡尔·朗與布吕诺·戈尔尼施獲得梅格雷提拔，在黨內取得更高地位。保皇派如米歇尔·德·罗斯托朗、蒂博·德·拉托克奈和奥利维耶·多梅松在1980年代加入民族陣線，將其視為保皇運動法蘭西運動的延續。

## 1990年代至今
1990年代，民族陣線內的策略辯論導致日益嚴重的分裂－一派冀求延續法西斯的過去，一派尋求與傳統右派結盟。隨著1995年地方選舉的勝利，黨內分裂達到頂點。部分表明与傳統保守派在地方議會組成聯盟的意願。其結果是一系列對這些領導人的示威活動。面對這類的公眾壓力，保守派遠離民族陣線。這引發了民族陣線黨內分裂的危機。
2010年8月14日，国民阵线领袖让-马里·勒庞为代表的15名欧洲极右翼政党代表，会同数十名日本极右翼团体“一水会”的成员一行将近100人参拜了位于东京千代田区的靖国神社。

### 1995年地方選舉
民族陣線在1995年6月地方選舉拿下普罗旺斯-阿尔卑斯-蔚蓝海岸大区三个市鎮：土伦、马里尼亚讷和奥朗日。随后，勒庞冒着激怒中央政府和与共和国法律相抵触的风险宣布他的政党将实施其“民族优先”政策。
前極右派組織「西方」與祕密軍事組織成員雅克·邦帕尔在1995年獲選為民族陣線票倉奥朗日市長（第一輪33%，第二輪36%），並在2001年連任。他在2005年離開民族陣線，加入菲利普·德·维利耶的保卫法国运动（MPF）。达尼埃尔·西蒙皮耶里以第一輪33%、第二輪37%的支持率當選為马里尼亚讷市長，让-马里·勒舍瓦利耶以第一輪31%、第二輪37%的支持率當選為土倫市長。1997年，布吕诺·梅格雷妻子卡特琳·梅格雷在维特罗勒第一輪拿下52.48的絕對多數。
民族陣線在這些市鎮的治理充滿爭議的自由經濟政策（雅克·邦帕尔在奧朗日減少50%學校支出、卡特琳·梅格雷在維特羅勒開除100名公務員，而警力却從30名增至70名）與公共圖書館審查制度。在維特羅勒，該黨尋求給予有新生兒的家庭500歐元（按照該黨的「國家優先」政策）。其目的是只給予法國公民補助金，但因憲法因素未能實行。

### 2000年後
其中一些市長依然受到歡迎。例如雅克·邦帕尔在2001年與2008年兩度在第一輪獲得超過60%的選票。然而邦帕尔在2005年隨著绍法耶市長玛丽-克里斯蒂娜·比尼翁離開民族陣線，加入的保卫法国运动。自2005年起，民族陣線失去所有獲選市鎮的執政權。
2014年法國地方選舉，民族陣線取得多個市鎮的控制權。在2014年欧洲议会选举中，民族阵线在全國選舉中更是得票率高居榜首，首次战胜社会党和人民运动联盟，成為第一大黨，引发了法国国内对极右势力的担忧。2015年大區選舉第一輪投票仍然是得票率第一，但第二輪投票因社會黨在幾個無勝算的大區中退選支持共和黨，最終民族陣線無法取得任何大區的控制權。
2017年法國總統選舉，玛丽娜·勒庞以第二名的21.3%得票率進入第二輪投票，是國民陣線自2002年再度進入第二輪投票。她在第二輪投票中取得33.9%的得票率，敗給馬克龍。

## 歷屆选举结果

### 总统选举
| 选举年 | 总统候选人   | 第一轮    | 第一轮   | 第一轮   | 第一轮   | 第二轮       | 第二轮       | 第二轮       | 第二轮       | 獲勝政黨                 |
| 选举年 | 总统候选人   | 票数      | %        |          | 排名     | 票数         | %            |              | 排名         | 獲勝政黨                 |
| ------ | ------------ | --------- | -------- | -------- | -------- | ------------ | ------------ | ------------ | ------------ | ------------------------ |
| 1974   | 讓-馬里·勒龐 | 190,921   | 0.7      |          | 7        | 未進入第二輪 | 未進入第二輪 | 未進入第二輪 | 未進入第二輪 | 全国独立共和主义者联盟党 |
| 1981   | 讓-馬里·勒龐 | 連署失敗  | 連署失敗 | 連署失敗 | 連署失敗 | 未進入第二輪 | 未進入第二輪 | 未進入第二輪 | 未進入第二輪 | 社会党                   |
| 1988   | 讓-馬里·勒龐 | 4,375,894 | 14.4     |          | 4        | 未進入第二輪 | 未進入第二輪 | 未進入第二輪 | 未進入第二輪 | 社会党                   |
| 1995   | 讓-馬里·勒龐 | 4,570,838 | 15.0     |          | 4        | 未進入第二輪 | 未進入第二輪 | 未進入第二輪 | 未進入第二輪 | 保衛共和聯盟             |
| 2002   | 讓-馬里·勒龐 | 4,804,713 | 16.9     |          | 2        | 5,525,032    | 17.8         |              | 2            | 保衛共和聯盟             |
| 2007   | 讓-馬里·勒龐 | 3,834,530 | 10.4     |          | 4        | 未進入第二輪 | 未進入第二輪 | 未進入第二輪 | 未進入第二輪 | 人運聯                   |
| 2012   | 瑪琳·勒朋    | 6,421,773 | 17.90    |          | 3        | 未進入第二輪 | 未進入第二輪 | 未進入第二輪 | 未進入第二輪 | 社会党                   |
| 2017   | 瑪琳·勒朋    | 7,678,491 | 21.30    |          | 2        | 10,638,475   | 33.90        |              | 2            | 共和國前進！             |
| 2022   | 瑪琳·勒朋    | 8,136,369 | 23.15    |          | 2        | 13,297,760   | 41.46        |              | 2            | 共和國前進！             |

### 國民議會選舉
| 國民議會 |                 |           |       |           |       |           |      |
| 選舉年   | 黨魁            | 1輪得票   | %     | 2輪得票   | %     | 席次      | +/–  |
| 1973     | 讓-馬里·勒龐    | 108,616   | 0.5%  | —         | —     | 0 / 491   | ━    |
| 1978     | 讓-馬里·勒龐    | 82,743    | 0.3%  | —         | —     | 0 / 491   | ━    |
| 1981     | 讓-馬里·勒龐    | 44,414    | 0.2%  | —         | —     | 0 / 491   | ━    |
| 1986     | 讓-馬里·勒龐    | 2,703,442 | 9.6%  | —         | —     | 35 / 573  | ▲ 35 |
| 1988     | 讓-馬里·勒龐    | 2,359,528 | 9.6%  | —         | —     | 1 / 577   | ▼ 34 |
| 1993     | 讓-馬里·勒龐    | 3,155,702 | 12.7% | 1,168,143 | 5.8%  | 0 / 577   | ▼ 1  |
| 1997     | 讓-馬里·勒龐    | 3,791,063 | 14.9% | 1,435,186 | 5.7%  | 1 / 577   | ▲ 1  |
| 2002     | 讓-馬里·勒龐    | 2,873,390 | 11.1% | 393,205   | 1.9%  | 0 / 577   | ▼ 1  |
| 2007     | 讓-馬里·勒龐    | 1,116,136 | 4.3%  | 17,107    | 0.1%  | 0 / 577   | ━    |
| 2012     | 瑪琳·勒朋       | 3,528,373 | 13.6% | 842,684   | 3.7%  | 2 / 577   | ▲ 2  |
| 2017     | 瑪琳·勒朋       | 2,990,454 | 13.2% | 1,590,858 | 8.8%  | 8 / 577   | ▲ 6  |
| 2022     | 瑪琳·勒朋       | 4,248,626 | 18.7% | 3,589,465 | 17.3% | 89 / 577  | ▲ 81 |
| 2024     | 若爾丹·巴爾代拉 | 9,379,092 | 29.3% | 8,745,076 | 32.1% | 125 / 577 | ▲ 36 |

### 大區議會選舉
| 大區委員會 |              |           |        |           |        |             |              |     |              |      |
| 選舉年     | 黨魁         | 1輪得票   | %      | 2輪得票   | %      | 席次        | 大區議會主席 | +/– | 獲勝政黨     | 排名 |
| 1986年     | 讓-馬里·勒龐 | 2,654,390 | 9.7%   | —         | —      | 137 / 1,880 | 0 / 26       | ━   | 法民聯       | 4    |
| 1992年     | 讓-馬里·勒龐 | 3,396,141 | 13.9%  | —         | —      | 239 / 1,880 | 0 / 26       | ▲   | 保衛共和聯盟 | 3    |
| 1998年     | 讓-馬里·勒龐 | 3,270,118 | 15.3%  | —         | —      | 275 / 1,880 | 0 / 26       | ▲   | 保衛共和聯盟 | 3    |
| 2004年     | 讓-馬里·勒龐 | 3,564,064 | 14.7%  | 3,200,194 | 12.4%  | 156 / 1,880 | 0 / 26       | ▼   | 社会党       | 3    |
| 2010年     | 讓-馬里·勒龐 | 2,223,800 | 11.4%  | 1,943,307 | 9.2%   | 118 / 1,749 | 0 / 26       | ▼   | 社会党       | 3    |
| 2015年     | 瑪琳·勒朋    | 6,018,672 | 27.7%  | 6,820,147 | 27.1%  | 358 / 1,722 | 0 / 18       | ▲   | 共和黨       | 3    |
| 2021年     | 瑪琳·勒朋    | 2,743,497 | 18.68% | 2,908,253 | 19.05% | 252 / 1,926 | 0 / 18       | ▼   | 社会党       | 3    |

### 歐洲議會選舉
| 歐洲議會 參見 歐洲議會選舉 |                 |                |           |       |         |      |             |      |
| 選舉年                     | 黨魁            | 政黨聯盟       | 票        | %     | 席次    | +/–  | 獲勝政黨    | 排名 |
| 1984年                     | 讓-馬里·勒龐    | 欧洲右翼       | 2,210,334 | 11.0% | 10 / 81 | ▲ 10 | 法民聯      | 4    |
| 1989年                     | 讓-馬里·勒龐    | 欧洲右翼       | 2,129,668 | 11.7% | 10 / 81 | ━    | 法民聯      | 3    |
| 1994年                     | 讓-馬里·勒龐    | 无所属         | 2,050,086 | 10.5% | 11 / 87 | ▲ 1  | 法民聯      | 5    |
| 1999年                     | 讓-馬里·勒龐    | 独立混合组     | 1,005,113 | 5.7%  | 5 / 87  | ▼ 6  | 社会党      | 8    |
| 2004年                     | 讓-馬里·勒龐    | 无所属         | 1,684,792 | 9.8%  | 7 / 78  | ▲ 2  | 社会党      | 4    |
| 2009年                     | 讓-馬里·勒龐    | 欧民           | 1,091,691 | 6.3%  | 3 / 74  | ▼ 4  | 人運聯      | 6    |
| 2014年                     | 玛丽娜·勒庞     | 民族和自由歐洲 | 4,712,461 | 24.9% | 24 / 74 | ▲ 21 | FN 民族陣線 | 1    |
| 2019年                     | 若尔丹·巴尔代拉 | 认同与民主党   | 5,286,939 | 23.3% | 23 / 79 | ▼ 1  | 國民聯盟    | 1    |
| 2024年                     | 若尔丹·巴尔代拉 | 认同与民主党   | 7,755,143 | 31.5% | 30 / 81 | ▲ 7  | 國民聯盟    | 1    |

## 外部連結
- 官方网站